# Dariusz Kaca
Dariusz Kaca (ur. 1960 w Kutnie) – polski artysta grafik, rysownik, malarz, nauczyciel akademicki, profesor sztuk plastycznych.

## Życiorys
W latach 1983–1989 studiował na Wydziale Grafiki w łódzkiej PWSSP), którą ukończył dyplomem w Pracowni Grafiki Wydawniczej prof. Stanisława Łabęckiego oraz Pracowni Technik Drzeworytniczych prof. Andrzeja Mariana Bartczaka.
Od 1997 był zatrudniony na stanowisku asystenta w Pracowni Technik Drzeworytniczych na Wydziale Grafiki i Malarstwa w Akademii Sztuk Pięknych w Łodzi, w 2000 roku uzyskał doktorat, a w 2005 roku stopień doktora habilitowanego w dyscyplinie artystycznej – grafika. Od 2019 roku pracuje w macierzystej uczelni na stanowisku profesora.
Od 2011 jest kierownikiem Pracowni Technik Drzeworytniczych i Książki Artystycznej w Instytucie Grafiki Artystycznej na Wydziale Sztuk Pięknych w Akademii Sztuk Pięknych w Łodzi. W okresie 2005–2012 pełnił funkcję prodziekana Wydziału Grafiki i Malarstwa.

## Nagrody i odznaczenia
W październiku 2023 roku uhonorowano profesora Srebrnym Medalem „Zasłużony Kulturze Gloria Artis”.

## Twórczość
Zajmuje się grafiką, książką artystyczną, rysunkiem i malarstwem. Brał udział w 39 wystawach indywidualnych oraz 320 wystawach zbiorowych w kraju i za granicą. Wielokrotnie nagradzany na międzynarodowych oraz ogólnopolskich konkursach. Jego prace znajdują się w wielu kolekcjach prywatnych oraz w zbiorach m.in.: Muzeum Okręgowym im. Leona Wyczółkowskiego w Bydgoszczy, Permament Collection R. F. Brush Gallery St. Lawrence University Canton, USA, China Printmaking Museum w Shenzhen.
Praca Dariusza Kacy „Wielki Strażnik” z 2002 roku znalazła się w zestawieniu z drzeworytem Albrechta Dürera w podręczniku do plastyki dla szkoły podstawowej „Ale plastyka” Wydawnictwa PWN, jako przykład sztuki współczesnej z dziedziny grafiki.